# Sportlust Zittau
FC Sportlust Zittau war ein Fußballverein aus Zittau, welcher zwischen 1912 und 1945 bestand. Er war eine Saison in der Gauliga Sachsen vertreten. 

## Geschichte
1912 wurde der Verein durch unzufriedene Mitglieder des Zittauer BK als FC Sportlust Zittau gegründet. Unter diesen Namen konnte der Verein seine größten Erfolge erringen. In der Saison 1932/33 gewann Sportlust Zittau die Gauliga Oberlausitz des Verband Mitteldeutscher Ballspiel-Vereine. Dadurch qualifizierte sich die Mannschaft für die mitteldeutsche Fußballmeisterschaft 1932/33. Der Verein startete in der ersten Runde und traf auf Wacker Leipzig. Das Spiel wurde 2:3 verloren.
In der Saison 1941/42 qualifizierte sich Zittau für die Aufstiegsrunde zur Gauliga Sachsen. Dort traf der Verein auf den BC Hartha, auf Wacker Leipzig und auf Konkordia Plauen. Gemeinsam mit den BC Hertha sicherten sich die Zittauer den Aufstieg in die Gauliga Sachsen. In der Saison 1942/43 konnte man sich in der Gauliga Sachsen nicht etablieren und stieg mit einem Sieg und 17 Niederlagen direkt wieder aus der Gauliga ab. Nach dem Zweiten Weltkrieg wurde der Verein Sportlust Zittau, wie alle anderen Vereine auch, aufgelöst.

## Nachfolgevereine
Aufgrund der Kontinuität von Akteuren und Spielareal gilt die SG Zittau aus inoffizieller Nachfolgeverein von Sportlust Zittau. Nach mehreren Umbenennungen spielte der Verein unter den Namen BSG Lokomotive Zittau in der Saison 1962/63 in der II. DDR-Liga. Zudem spielte der Verein unter den Namen BSG Robur Zittau in der Saison 1978/79 und der Saison 1981/82 in der DDR-Liga. Nach der Wiedervereinigung trat der VfB Zittau im Bezug auf den Fußball die Nachfolge der BSG Robur Zittau an. Der VfB Zittau spielte zwischen 1999 und 2002 in der Oberliga Nordost.